# Walerij Gopin
Walerij Pawłowicz  Gopin (ros. Валерий Павлович Гопин, ur. 8 maja 1964 w Sielcu) – radziecki, a następnie rosyjski piłkarz ręczny. Dwukrotny złoty medalista olimpijski. 
Występował na pozycji skrzydłowego. Brał udział w trzech igrzyskach olimpijskich - w 1988 w barwach ZSRR, w 1992 w reprezentacji Wspólnoty Niepodległych Państw, a w 1996 jako członek kadry Rosji. W 1988 i 1992 sięgnął po złoto. Na mistrzostwach świata zdobywał srebro w 1990 w barwach ZSRR, a także złoto (1993 i 1997) oraz srebro z reprezentacją Rosji. Z tą ostatnią był również mistrzem Europy w 1996. Grał w klubach rosyjskich, ale także w Hiszpanii, Włoszech i Niemczech.